# Aeroportul Wrotham Park
Aeroportul Wrotham Park (IATA: WPK, ICAO: YWMP) este un aeroport din Queensland, Australia.
Situat la o altitudine de 168 m, aeroportul dispune de o singură pistă.